# Treze Padres Assírios

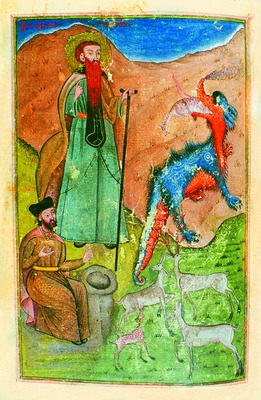
São Davi de Gareja (miniatura do século XVIII)

Os Treze Padres Assírios (em georgiano:  ათცამმეტი ასურელი მამანი, transl. 'attsammet'i asureli mamani) eram, de acordo com a tradição da Igreja georgiana, um grupo de missionários monásticos que chegaram da Mesopotâmia à Geórgia para fortalecer o Cristianismo no país no século VI. Eles são creditados pelos historiadores da Igreja georgiana com a fundação de vários mosteiros e eremitérios e o início do movimento ascético na Geórgia.

## História

Locais na Ibéria onde os padres serviram

As vidas dos Padres Assírios são relatadas em um ciclo de textos hagiográficos georgianos medievais e não são atestadas além dessas fontes. Algumas destas vitae são formalidades compostas para um sinaxário do século XVIII, mas quatro delas existem na forma original, bem como uma versão metafrástica. A datação e a autoria desses textos são controversas. Os católicos georgianos Arsênio I (830–887) e Arsênio II (955–980) foram sugeridos como autores de algumas das vitae. Outros textos não atribuídos podem ter sido compostos antes, no final do século VII.
Muitos mosteiros na Geórgia moderna têm o nome dos Padres Assírios e dizem que foram fundados e liderados por eles e pelos seus numerosos discípulos. Na Idade Média, estas fundações religiosas desempenharam um papel importante na formação da identidade cristã georgiana.
A tradição, escrita e oral, nomeia até 19 monges assírios ativos na Geórgia no século VI e o número "13" parece ser em grande parte simbólico. A opinião acadêmica moderna está dividida quanto a saber se eram assírios, georgianos educados na Assíria, se eram missionários ou refugiados - miafisitas ou diofisitas - da Síria, da qual o miafisismo tinha recuado enquanto a Geórgia ainda era principalmente miafisita naquela altura.

## Lista de Padres
Os trezes padres assírios foram
1. Davi de Gareja (დავით გარეჯელი);
2. João de Zedazeni (იოანე ზედაზნელი);
3. Abibo de Necresi (აბიბოს ნეკრესელი);
4. Xio de Mgvime (შიო მღვიმელი);
5. José de Alaverdi (იოსებ ალავერდელი);
6. Antônio de Martcopi (ანტონ მარტყოფელი);
7. Tadeu de Estepantsminda (თადეოზ სტეფანწმინდელი);
8. Pirro de Breti (პიროს ბრეთელი);
9. Jessé de Tsilcani (იესე წილკნელი);
10. Estêvão de Quirsa (სტეფანე ხირსელი);
11. Isidoro de Santavisi (ისიდორე სამთავნელი);
12. Miguel de Ulumbo (მიქაელ ულუმბოელი);
13. Zenão de Icalto (ზენონ იყალთოელი).